# 受難

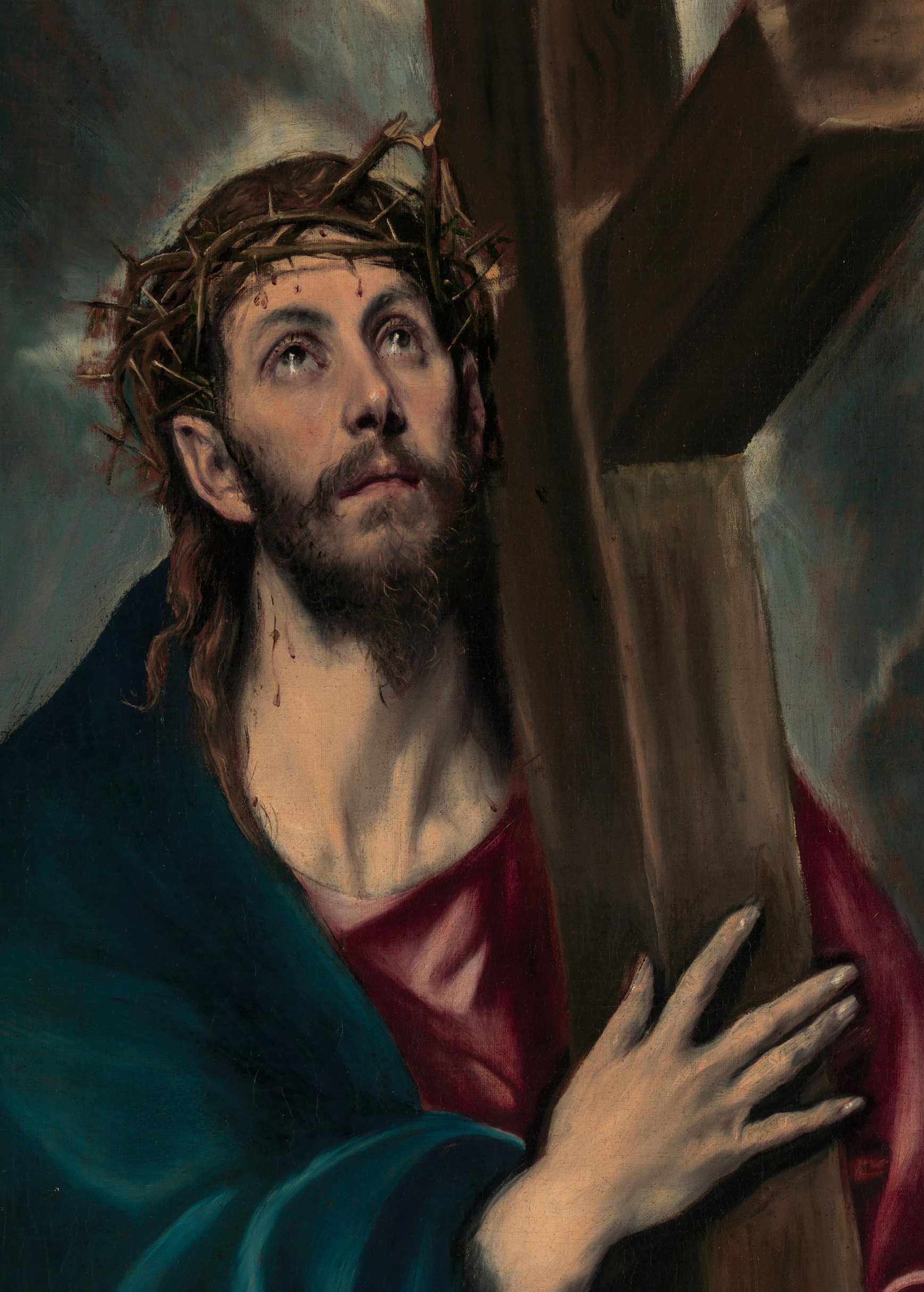
エル・グレコ1580.

受難（じゅなん）とは神学用語で、イエス・キリストの裁判と処刑における、精神的および肉体的な苦痛のための言葉である。キリストの磔刑は、キリスト教の信条にとって主要な出来事のひとつである。

## 概要
語源はラテン語の passus（pati, 苦しむ patior- から生じた）であり、2世紀に現れた。この「受難 英語: Passion」という言葉は、イエスの成業と苦しみ（逮捕後の裁判や処刑）の全体を表す言葉として適用されている。これに対して「イエスの苦悶 英語: Agony」という言葉は、彼が逮捕される直前のゲッセマネの園での祈りにおける彼の精神的な苦悶に限定して適用される。
4つの福音書のうち、これらの出来事を記述した部分は「受難物語」として知られる。外典であるペトロによる福音書も正典ではないが、また受難物語である。

## 受難曲
受難週において、イエス・キリストの受難を覚える受難曲がある。ヨハン・ゼバスティアン・バッハのマタイ受難曲が有名である。

## 受難劇
受難週においてイエス・キリストの受難を覚える受難劇がある。ドイツのオーバーアマガウ（Oberammergau）で、10年毎に催される受難劇などが有名である。